# Петерсон, Оливер
Оливер Петерсон (норв. Oliver Petersen; род. 26 сентября 2001) — норвежский футболист, вратарь клуба «Молде».

## Клубная карьера
Петерсон — воспитанник клуба «Фолло». В 2018 году он дебютировал за основной состав в Третьем дивизионе Норвегии. В том же году игрок перешёл в «Молде», где начал выступать за молодёжный состав. В 2021 году Оливер на правах аренды перешёл в «Гроруд», но не дебютировал за основу и вернулся обратно. 12 июня в матче против «Саннефьорда» он дебютировал в Типпелиге. В составе клуба Оливер дважды завоевал Кубок Норвегии и стал чемпионом страны.

## Достижения
Клубные
 «Молде»
- победитель Типпелиги (1): 2022
- Обладатель Кубка Норвегии (2): 2021/22, 2023